# Blissus mixtus
Blissus mixtus är en insektsart som beskrevs av Barber 1937. Blissus mixtus ingår i släktet Blissus och familjen Blissidae. Inga underarter finns listade i Catalogue of Life.